# Prăbușirea Casei Usher (film din 1950)
Prăbușirea Casei Usher (în engleză The Fall of the House of Usher) este un film de groază britanic din 1950 regizat de Ivan Barnett. Rolurile principale sunt interpretate de actorii Gwen Watford, Kaye Tendeter, Irving Steen, Vernon Charles și Connie Goodwin.

## Distribuție
- Gwen Watford - Lady Usher
- Kaye Tendeter - Lord Roderick Usher
- Irving Steen - Jonathan
- Vernon Charles - Dr. Cordwall
- Connie Goodwin - Louise
- Gavin Lee - The Butler
- Keith Lorraine - George
- Lucy Pavey - The Hang
- Tony-Powell-Bristow - Richard
- Robert Woolard - Greville

## Vezi și
- Listă de povestiri după care s-au făcut filme
- Prăbușirea Casei Usher de Edgar Allan Poe